# Steyr 30 (Traktor)
Der Steyr 30 ist ein Traktor aus der Steyr Plus-Serie von Steyr Daimler Puch. Er wurde von 1966 bis 1970 gebaut.
1966 wurde die bestehende Jubiläumsserie mit orangefarbener runder Motorhaube durch die neue Plus-Serie schrittweise ersetzt, wobei der Steyr 30 dieser Baureihe der erste war und den Steyr 188 ablöste. Der wassergekühlte Dieselmotor des Typs WD 210 mit zwei Zylindern und 1,991 l Hubraum hatte eine Leistung von rund 22 kW (30 PS). Das Getriebe hatte acht Vorwärtsgänge und sechs Rückwärtsgänge. Die Höchstgeschwindigkeit wurde mit 28 km/h angegeben.
Der Steyr 30 war im Gegensatz zu den stärkeren Modellen nur mit Hinterradantrieb erhältlich. Auch die Kabine war nur auf Wunsch zu haben.
Die Karosserie wurde vom französischen Industriedesigner Louis Lucien Lepoix entworfen.
Der Traktor wurde 1971 durch den Steyr 430 abgelöst, der sich neben der Typenbezeichnung nur wenig vom Steyr 30 unterschied. Verkauft wurden vom Steyr 30 und vom Steyr 430 gesamt fast 6000 Exemplare.